# Parigi-Bourges 1993
La Parigi-Bourges 1993, quarantatreesima edizione della corsa e valevole come prova del circuito UCI categoria 1.4, si svolse il 1º ottobre 1993 e fu vinta dal francese Bruno Cornillet.

## Ordine d'arrivo (Top 10)
| Pos. | Corridore            | Squadra   | Tempo |
| ---- | -------------------- | --------- | ----- |
| 1    | Bruno Cornillet      | Novemail  |       |
| 2    | Herman Frison        | Lotto     |       |
| 3    | Laurent Desbiens     | Castorama |       |
| 4    | Rolf Aldag           | Telekom   |       |
| 5    | Hendrik Redant       | Collstrop |       |
| 6    | Sean Kelly           | Festina   |       |
| 7    | Chris Peers          | Collstrop |       |
| 8    | Bjørn Stenersen      | Motorola  |       |
| 9    | Jean-Pierre Bourgeot | Chazal    |       |
| 10   | Franck Pineau        | Chazal    |       |